# Bumkey
Bumkey (범키?), pseudonimo di Kwon Ki-bum (권기범?; Seongbuk-dong, 22 settembre 1984), è un cantante sudcoreano.

## Biografia
Bumkey ha esordito nell'industria discografica con l'album in studio U-Turn, pubblicato nel 2016. In precedenza, ha piazzato Bad Girl (2013) al 5º posto della Gaon Chart. Lo stesso brano ha ottenuto la nomination per un Korean Music Award.
A distanza di anni, è ritornato sulle scene musicali col secondo LP, dal titolo The Obedient (2024).

## Discografia

### Album in studio
- 2016 – U-Turn
- 2024 – The Obedient

### EP
- 2018 – Bmdm (con Hanhae)

### Singoli
- 2012 – Love Song (con Rtmkng)
- 2013 – Bad Girl
- 2013 – Attraction (feat. Dynamicduo)
- 2014 – Don't Be Happy (con le Mamamoo)
- 2014 – Home
- 2015 – My Everything
- 2015 – Make Me Stay (con Chancellor)
- 2015 – Love Line (con Hyolyn e Jooyoung)
- 2017 – Ebony & Ivory
- 2017 – Hmm
- 2018 – Lalala
- 2018 – Rain & You
- 2019 – Carpet (con Yesung)
- 2019 – Dancing on Glass
- 2019 – Come Back to Me (con D Gerrard)
- 2019 – October Sky
- 2019 – Holyhood (con WeLove feat. PH-1)
- 2020 – Love Thang (feat. Mommy Son)
- 2020 – Pretense (con None)
- 2020 – COVID-19
- 2020 – First Snow (con Xydo)
- 2021 – Lost
- 2021 – The Lady (feat. Moonbyul)
- 2021 – All of My Life
- 2021 – Say It Over (con Verbal Jint e e Boombastic)
- 2021 – Home (con Yang da II)
- 2021 – Alright (con Ares Carter)
- 2021 – Attraction
- 2022 – Incurable Disease
- 2022 – Dancing on Glass
- 2022 – Forever Love (con Mew Suppasit)
- 2022 – Endemic
- 2023 – T.T.T (Tell The Truth) (feat. Moon Sujin & None)
- 2023 – How U Feel?